# Śri jantra
Śrijantra (lub śrićakra)

Śri jantra

– jeden z symboli bogini Tripura Sundari, wykorzystywany jako pomoc w medytacji m.in. w śiwaizmie kaszmirskim.
Ma formę jantry lub mandali utworzonej przez dziewięć połączonych trójkątów, otaczających bindu. Ponieważ podstawowych trójkątów jest dziewięć, symbol ten nazywany jest również nawajonićakra. Cztery z tych trójkątów skierowane w górę symbolizują boga Śiwę, zaś pozostałe pięć, skierowane wierzchołkiem w dół reprezentują żeński element Śakti.
Dziewięć trójkątów przeplata się, tworząc 43 mniejsze trójkąty, które symbolizują skomplikowaną sieć, czyli cały stworzony wszechświat. Całość ma być wyobrażeniem adwajty, czyli jedności.